# Even in the Quietest Moments...
Supertramp – piąty studyjny album brytyjskiego zespołu rockowego Supertramp, wydany 8 kwietnia 1977 roku. Nagrywany był głównie w Caribou Ranch w miejscowości Nederland w stanie Kolorado, natomiast miksowany w kalifornijskim Record Plant Studios w Los Angeles.
Na amerykańskiej liście Billboard 200 dotarł do miejsca 16., natomiast w samych Stanach Zjednoczonych rozszedł się w nakładzie ponad 500 000 egzemplarzy osiągając status złotej płyty.
Wydany na singlu przebój Give a Little Bit dotarł do miejsca 15 amerykańskiej Billboard Hot 100 oraz pozycji 29-ej brytyjskiej UK Singles Chart.

## Lista utworów
| #  | Tytuł                          | Kompozytorzy               | Wokal         | Czas  |
| -- | ------------------------------ | -------------------------- | ------------- | ----- |
| A1 | "Give a Little Bit"            | Rick Davies, Roger Hodgson | Roger Hodgson | 4:13  |
| A2 | "Lover Boy"                    | Rick Davies, Roger Hodgson | Rick Davies   | 6:49  |
| A3 | "Even in the Quietest Moments" | Roger Hodgson, Rick Davies | Roger Hodgson | 6:31  |
| A4 | "Downstream"                   | Rick Davies, Roger Hodgson | Rick Davies   | 4:04  |
| B1 | "Babaji"                       | Rick Davies, Roger Hodgson | Roger Hodgson | 4:51  |
| B2 | "From Now On"                  | Rick Davies, Roger Hodgson | Rick Davies   | 6:21  |
| B3 | "Fool’s Overture"              | Rick Davies, Roger Hodgson | Roger Hodgson | 10:52 |

## Skład
- Rick Davies – instrumenty klawiszowe, śpiew
- John Anthony Helliwell – saksofony, klarnet, harmonijka klawiszowa, chórki
- Roger Hodgson – gitary, instrumenty klawiszowe, śpiew
- Bob Siebenberg – perkusja, instrumenty perkusyjne
- Dougie Thomson – gitara basowa

## Gościnnie
- Gary Mielke

## Produkcja
- Producent – Supertramp

## Lista
| Rok  | Lista                | Pozycja |
| ---- | -------------------- | ------- |
| 1977 | Billboard Pop Albums | 16      |

## Certyfikaty
| Kraj                  | Certyfikacja    |
| --------------------- | --------------- |
| Francja (INFODISC)    | platynowa płyta |
| Kanada (Music Canada) | platynowa płyta |
| Niemcy (BVMI)         | złota płyta     |
| USA (RIAA)            | złota płyta     |
| Wielka Brytania (BPI) | srebrna płyta   |

## Single
| Rok  | Singiel                                                        | Nr Katalogowy              | pozycja                |
| ---- | -------------------------------------------------------------- | -------------------------- | ---------------------- |
| 1977 | "Give A Little Bit (Specjal DJ Version)" / ”Give a Little Bit” | 1938-S (USA)               | 15 (Billboard Hot 100) |
| 1977 | "Give a Little Bit" / ”Downstream”                             | AMS 7293 (Wielka Brytania) | 29 (UK Singles Chart)  |